# 최한익
최한익은 대한민국의 전 야구 감독이다.

## 같이 보기
- 1995년 현대건설 야구단 시즌